# Czy jesteś mądrzejszy od 5-klasisty?
Czy jesteś mądrzejszy od 5-klasisty? – polski teleturniej emitowany na antenie TV Puls od 29 października 2007 do czerwca 2009, oparty na amerykańskim formacie Are You Smarter than a 5th Grader?.
Pierwszą serię programu prowadził Robert Korólczyk, zaś dwie ostatnie – Marzena Rogalska.

## Spis serii
| Seria | Seria | Sezon       | Pierwszy odcinek     | Ostatni odcinek   | Pora emisji               | Prowadzący       |
| ----- | ----- | ----------- | -------------------- | ----------------- | ------------------------- | ---------------- |
|       | 1.    | 2007/2008   | 29 października 2007 | czerwiec 2008     | poniedziałek–piątek 20.00 | Robert Korólczyk |
|       | 2.    | jesień 2008 | 1 września 2008      | 14 listopada 2008 | poniedziałek–piątek 19.00 | Marzena Rogalska |
|       | 3.    | wiosna 2009 | 16 lutego 2009       | czerwiec 2009     | poniedziałek–piątek 19.00 | Marzena Rogalska |

## Przebieg gry i zasady programu
W programie brały udział osoby dorosłe, których celem było odpowiedzieć na 11 pytań nieprzekraczających poziomu klasy piątej szkoły podstawowej.
Dorosły zawodnik raz na 2 pytania wybierał do pomocy ucznia, grając wspólnie. Po wyborze kategorii zawsze pierwszy odpowiedzi udzielał 5-klasista. Uczniowie pomagali dorosłemu do dziesiątego pytania lub do czasu, aż wyczerpały się wszystkie pomoce naukowe (ściąga, gotowiec i ratunek).
Na ostatnie pytanie dorosły musiał odpowiedzieć samodzielnie, ponadto zanim zdecydował się zagrać o główną nagrodę, poznawał kategorię pytania. Po podjęciu decyzji o grze zawodnik nie mógł wycofać się z gry lub skorzystać z pomocy naukowej, nawet jeśli wszystkich nie wykorzystał.
Jeśli zawodnik wycofał się (wymiękł) lub odpadł (wyleciał), musiał powiedzieć:

Ja, (imię zawodnika), nie jestem mądrzejszy od 5-klasisty.

Jeśli natomiast udało mu się wygrać główną wygraną, to wtedy musiał powiedzieć:

Ja, (imię zawodnika), jestem mądrzejszy od 5-klasisty.

Główną nagrodę w programie zdobyto dwa razy – dokonali tego Aleksandra Chomacka (300 000 złotych) i Marcin Bielicki (100 000 złotych).

### Podział pytań
Pytania w programie były podzielone na klasy, przy czym im wyższy poziom nauki, tym trudniejsze pytania. Na przykład:
- klasa 1 – elementarz, baśnie;
- klasa 2 – ortografia, arytmetyka;
- klasa 3 – matematyka, edukacja ekologiczna;
- klasa 4 – geografia, wychowanie fizyczne;
- klasa 5 – biologia, fizyka.

### Pomoce naukowe
Gracz w czasie gry mógł skorzystać z trzech pomocy naukowych:
- Ściąga – gracz mógł zobaczyć odpowiedź piątoklasisty; przyjąć lub nie.
- Gotowiec – gracz „w ciemno" decydował się przyjąć odpowiedź piątoklasisty;
- Ratunek – działa automatycznie: gdy uczestnik pomylił się, a piątoklasista odpowiedział dobrze, gracz zostaje w grze.

Każdej pomocy naukowej można było użyć tylko raz w trakcie gry. Jeżeli gracz zdecydował się skorzystać z pomocy naukowej, nie mógł się wycofać z gry.

### Stawki
|            | Seria      | Seria      |
| Nr pytania | 1          | 2 i 3      |
| ---------- | ---------- | ---------- |
| 1          | 100 zł     | 50 zł      |
| 2          | 250 zł     | 100 zł     |
| 3          | 500 zł     | 200 zł     |
| 4          | 1000 zł    | 500 zł     |
| 5          | 2500 zł    | 1500 zł    |
| 6          | 5000 zł    | 3000 zł    |
| 7          | 10 000 zł  | 6000 zł    |
| 8          | 25 000 zł  | 12 000 zł  |
| 9          | 50 000 zł  | 24 000 zł  |
| 10         | 100 000 zł | 48 000 zł  |
| 11         | 300 000 zł | 100 000 zł |

## Logo programu
Logo polskiej wersji Czy jesteś mądrzejszy... oparte było na wersjach zagranicznych. Przedstawia czerwone jabłko w tle, a na nim niebieski ołówek oraz napis białymi literami: Czy jesteś mądrzejszy od 5-klasisty?.

## Wydania specjalne (goście programu)

### Seria 1 (2007/2008)
| Data emisji     | Gwiazda           | Wygrana |
| --------------- | ----------------- | ------- |
| 24 grudnia 2007 | Grażyna Wolszczak | bd.     |
| 24 grudnia 2007 | Ilona Felicjańska | bd.     |

### Seria 2 (jesień 2008)
| Data emisji          | Gwiazda             | Wygrana   |
| -------------------- | ------------------- | --------- |
| 5 września 2008      | Jarosław Kret       | 1500 zł   |
| 12 września 2008     | Piotr Najsztub      | 48 000 zł |
| 19 września 2008     | Jarosław Boberek    | 3000 zł   |
| 26 września 2008     | Przemysław Sadowski | 12 000 zł |
| 3 października 2008  | Łukasz Zagrobelny   | 1500 zł   |
| 10 października 2008 | Andrzej Krzywy      | 24 000 zł |
| 17 października 2008 | Lucyna Malec        | 24 000 zł |
| 24 października 2008 | Maciej Orłoś        | 6000 zł   |
| 31 października 2008 | Hanna Śleszyńska    | 24 000 zł |
| 7 listopada 2008     | Zygmunt Chajzer     | 12 000 zł |
| 14 listopada 2008    | Jakub Wesołowski    | 12 000 zł |

### Seria 3 (wiosna 2009)
| Data emisji    | Gwiazda                       | Wygrana   |
| -------------- | ----------------------------- | --------- |
| 20 lutego 2009 | Tomasz Majewski               | 24 000 zł |
| 27 lutego 2009 | Marysia Sadowska              | 6000 zł   |
| 6 marca 2009   | Robert Kudelski               | 12 000 zł |
| 13 marca 2009  | Adam Fidusiewicz              | 3000 zł   |
| 20 marca 2009  | Paweł Burczyk                 | 1500 zł   |
| 27 marca 2009  | Tomasz Lubert                 | 1500 zł   |
| 27 marca 2009  | Krzysztof „K.A.S.A.” Kasowski | 1500 zł   |